# ファニーダイア
ファニーダイアは、元SKD（松竹歌劇団）メンバーの沢田みなみと夢乃真稀を中心に女性だけで構成されているレビューチーム。

## 概要
2008年に沢田と夢乃が仲間を集めてレビューチームの活動を開始し、2010年にチーム名を「ファニーダイア」と名乗るようになった。SKD松竹歌劇団の伝統を受け継いで日舞や民踊などの和物とジャズ・シャンソン・ラテン・サンバやミュージカル曲など洋物のレビューがミックスされたショーを行っている。
元SKD松竹歌劇団メンバーのベテランから若手のダンサー・歌手・ミュージカル俳優など、幅広い分野のメンバーが参加している。単独公演ではOSK日本歌劇団や宝塚歌劇団の元メンバーがゲスト出演している。
竜小太郎とのコラボレーションが多い。
マネジメントは（株）ファミリーアーツに委託しており、沢田と夢乃が所属したSKDの本拠地・浅草での公演には、浅草おかみさん会が協力している。
花柳糸之社中の一員としてメンバーの姿をNHKうたコンなどで見かける事も多い。

## これまでの主な公演
- 2024年1月24日（水）、2月21日（水）、3月28日（木）

浅草ビューホテルの新館、浅草ビューホテルアネックス六区のレストランに設置された舞台「ブロードウェイ六区」で、浅草レビューライブを開催。16:00からと19:30からの２回公演の予定。
- 2023年12月22日

西日暮里アルハムブラで「クリスマスレビュー」を開催。昼・夜の２回公演。ゲストとして 涼麻とも（元宝塚歌劇団）が出演した。
- 2023年10月31日、11月1日

浅草公会堂で大型公演「浅草レビューVol.2」を単独で開催。ゲストとして高世麻央（元OSK日本歌劇団）と涼麻とも（元宝塚歌劇団）が出演した。
- 2023年9月4日

浅草ビューホテルアネックス六区のレストランに設置の舞台ブロードウェイ六区で、浅草レビューライブを開催。ゲストとして涼麻とも（元宝塚歌劇団）が出演した。浅草ビューホテル本館はSKDのホームグラウンドとした浅草国際劇場の跡地に建っており、沢田と夢乃がかつて所属したSKD松竹歌劇団ゆかりの地での公演となった。
- 2022年12月22日

西日暮里のアルハムブラで「クリスマスレビュー」を開催。昼・夜の2回公演。
- 2022年11月17日

かつてのSKD本拠地・浅草の浅草公会堂でチーム結成以来、初の大型公演「浅草レビューVol.1」を単独で開催。昼・夜二回公演で、ゲストとして高世麻央（元OSK日本歌劇団）が出演した。
- 2022年5月27日、28日

豊島区の南大塚ホールで「ファニーダイアエキサイティングレビューショウ2022」を開催。27日昼、28日昼・夜の計三回公演で、特別ゲストとして竜小太郎、ゲストとしてSKD松竹歌劇団最後のトップスター甲斐希京子（甲斐京子から改名）が出演し、大輝ゆう（元宝塚歌劇団）が友情出演した。
- 2021年12月23日、24日（木）

西日暮里のアルハムブラで「竜小太郎 & ファニーダイア クリスマスリビューショウ」を開催。23日は昼、24日は昼・夜の、計三回公演。
- 2021年5月28日、29日

豊島区の南大塚ホールで「頑張れエンターテイメント ファニーダイアレビュー」を開催。28日は昼、24日は昼・夕の、計三回公演。特別ゲストとして竜小太郎、ゲストとしてSKD松竹歌劇団最後のトップスター甲斐希京子（甲斐京子から改名）が出演した。　
- 2020年12月21日、22日

西日暮里のアルハムブラでクリスマスショウ「響ファミリー & ファニーダイア」を開催。響ファミリーとのコラボレーション。
- 2020年11月5日

豊島区の南大塚ホールで「ファニーダイアレビュー～再会に感謝を込めて～」を開催。昼・夜二回公演で、ゲストとして竜小太郎、蘭乃はなが出演した。
- 2020年8月10日

西日暮里のアルハムブラで「ファニーダイア レビューライブ 頑張れエンターテイメント」を開催。昼・夜二回公演。8月15日から9月15日の一ヶ月間、オンラインでライブのアーカイブ配信を行った。
- 2019年12月3日、4日

西日暮里のアルハムブラで花園直道と「Dream Collabo Show」を開催。
- 2019年5月9日

豊島区の南大塚ホールで「歌舞絢爛ファニーダイアレビュー」を開催。昼・夜二回公演。キャスト 沢田みなみ、夢乃真紀、本州里衣、大澤由理、直華れい、猪股すみれ、丸山美香、二ノ宮ゆう、槙世ようか、瑛莉花ゆう、大勝かおり、小川千尋。特別ゲスト 竜小太郎、ゲスト 水咲まゆ花、歌のゲスト 森田日記。

## 主な公演のキャスト
- 2023年12月22日「クリスマスレビュー」沢田みなみ、夢乃真稀、明音、水野江莉花、美月せい、瀧山うさぎ、白稀舞、千布ゆきな、村田理、玲光希、音輝もも子、海空真桜、ゲスト 涼麻とも（元宝塚歌劇団）
- 2023年「浅草レビュー Vol.2」沢田みなみ、夢乃真稀、藤えりな、本州里衣、すばる未来、美月せい、瀧山うさぎ、水野江莉花、白稀舞、彼方怜璃、明音、若林実沙、妃雛さゆ、千布ゆきな、真弥優希、玲光希、竹腰志帆。朱璃まひろ、仲井和るな、月稀乃美媛、耀沙羅、玲遠まや、花城まゆ、加藤くるみ、村田理、海空真桜、特別ゲスト：高世麻央（元OSK日本歌劇団男役トップスター）、友情出演：涼麻とも（元宝塚歌劇団）